# 絆カップ
絆カップ（きずなカップ）は、岩手県競馬組合が盛岡競馬場で施行する地方競馬の重賞競走（M2）である。正式名称は「いわちく杯 絆カップ」。

## 概要
2011年3月に発生し、東北地方に甚大な被害を与えた東日本大震災からの復興を祈念し創設された競走である。第1回はマイルチャンピオンシップ南部杯をJRA東京競馬場へ振り替えた同日のメイン競走に「東日本大震災復興祈念 第1回絆カップ」という正式名称で組み込まれ、当日は「岩手競馬を支援する日」として様々な催し物が行われた。詳細は岩手県競馬組合#岩手競馬を支援する日参照。
本競走は2012年から2013年まで社台スタリオンステーション協賛によるスタリオンシリーズ競走に指定されていた。2012年は「デュランダル賞」、2013年は「オンファイア賞」として優勝馬の馬主に副賞として種牡馬の配合権利が贈られた。2016年と2017年は(株)ディアマントが協賛し、マコトスパルビエロの配合権利が副賞となっていた。
第8回までは第4回を除き地方全国交流競走として行われた。
2016年に岩手競馬で重賞格付け制度が開始され、M2に格付けされた。2022年は施行時期を9月に移しJBCスプリントの指定競走となった。

### 条件・賞金等（2024年）
出走条件
サラブレッド系3歳以上、岩手所属
負担重量
定量、3歳55kg、4歳以上57kg（牝馬2kg減）。
賞金等
1着350万円、2着122万5000円、3着70万円、4着45万5000円、5着24万5000円、着外手当1万7500円。
副賞
株式会社いわちく賞、岩手県馬主会会長賞、盛岡市長賞、開催執務委員長賞。

## 歴史
- 2011年 - 盛岡競馬場のダート1400mの地方全国交流競走として創設。
- 2012年
  - スタリオンシリーズ競走に指定。
  - 施行距離をダート1600mに変更。
- 2014年
  - JBCクラシックチャレンジ競走として実施のため、当年に限り以下の通り条件が変更となる[4]。
    - 地方全国交流から岩手所属限定へ条件変更。
    - スタリオンシリーズ競走から外れる。
    - 施行距離をダート2000mに変更。
- 2015年
  - 地方全国交流に戻る。
  - 施行距離をダート1600mに変更。
  - レース名が「みちのく爽やか杯 絆カップ」に変更。
- 2016年
  - スタリオンシリーズに再び指定される。
  - 岩手競馬で重賞格付け制度が開始され本競走の格付けはM2となる。
- 2018年 - スタリオンシリーズから外れる。
- 2019年 - 地方全国交流から岩手所属限定へ条件変更。
- 2021年
  - 施行距離をダート1200mに変更。
  - レース名が「いわちく杯 絆カップ」に変更。
- 2022年 - 当年は施行時期を9月に移しJBCスプリントの指定競走となる。
- 2023年 - 施行時期が11月に戻る。

### 歴代優勝馬
| 回数   | 施行日         | 競馬場 | 距離    | 優勝馬             | 性齢 | 所属   | タイム | 優勝騎手 | 管理調教師 | 馬主             |
| ------ | -------------- | ------ | ------- | ------------------ | ---- | ------ | ------ | -------- | ---------- | ---------------- |
| 第1回  | 2011年10月10日 | 盛岡   | ダ1400m | リュウノボーイ     | 牡4  | 船橋   | 1:24.8 | 村上忍   | 齊藤敏     | 蓑島竜一         |
| 第2回  | 2012年11月10日 | 盛岡   | ダ1600m | トウホクビジン     | 牝6  | 笠松   | 1:38.2 | 佐藤友則 | 笹野博司   | （有）ホースケア |
| 第3回  | 2013年11月10日 | 盛岡   | ダ1600m | ヒカルジョディー   | 牡7  | 水沢   | 1:36.6 | 山本聡哉 | 畠山信一   | 高橋昇市         |
| 第4回  | 2014年9月28日  | 盛岡   | ダ2000m | コミュニティ       | 牡4  | 盛岡   | 2:07.8 | 山本政聡 | 櫻田浩三   | 西村專次         |
| 第5回  | 2015年11月8日  | 盛岡   | ダ1600m | ナムラタイタン     | 牡9  | 水沢   | 1:37.4 | 坂口裕一 | 村上昌幸   | 岩渕道良         |
| 第6回  | 2016年11月6日  | 盛岡   | ダ1600m | ナリタポセイドン   | 牡7  | 水沢   | 1:37.8 | 山本政聡 | 板垣吉則   | 蓑島竜一         |
| 第7回  | 2017年11月5日  | 盛岡   | ダ1600m | タイセイファントム | 牡9  | 水沢   | 1:36.7 | 山本政聡 | 佐藤雅彦   | 田中成奉         |
| 第8回  | 2018年11月4日  | 盛岡   | ダ1600m | メイショウアイアン | 牡8  | 北海道 | 1:37.6 | 岩橋勇二 | 田中淳司   | 松本好雄         |
| 第9回  | 2019年11月17日 | 盛岡   | ダ1600m | ロジストーム       | 牡6  | 水沢   | 1:38.1 | 村上忍   | 千葉幸喜   | 岩渕瑞生         |
| 第10回 | 2020年11月23日 | 盛岡   | ダ1600m | ヒガシウィルウィン | 牡6  | 水沢   | 1:37.7 | 山本聡哉 | 菅原勲     | （株）MMC        |
| 第11回 | 2021年11月7日  | 盛岡   | ダ1200m | キラットダイヤ     | 牝4  | 水沢   | 1:11.9 | 鈴木祐   | 板垣吉則   | 小林祐介         |
| 第12回 | 2022年9月25日  | 盛岡   | ダ1200m | キラットダイヤ     | 牝5  | 水沢   | 1:10.6 | 鈴木祐   | 板垣吉則   | 小林祐介         |
| 第13回 | 2023年11月5日  | 盛岡   | ダ1200m | キラットダイヤ     | 牝6  | 水沢   | 1:10.9 | 鈴木祐   | 板垣吉則   | 小林祐介         |
| 第14回 | 2024年11月10日 | 盛岡   | ダ1200m | ウラヤ             | 牡5  | 水沢   | 1:10.9 | 村上忍   | 畠山信一   | 鈴木雅俊         |

#### 各回競走結果の出典
- 絆カップ 歴代優勝馬 - 地方競馬全国協会
- JBISサーチ
  - 2011年、2012年、2013年、2014年、2015年、2016年、2017年、2018年、2019年、2020年、2021年、2022年、2023年、2024年